# Holly Clyburn
Holly P Clyburn is een Engelse golfprofessional. Zij speelt sinds 2013 op de Ladies European Tour (LET).

## Amateur
Als jong meisje werd Clyburn al lid van de Cleethorpes Golf Club. Toen ze negen jaar was, werd ze in de regionale jeugdselectie opgenomen in 2009 won ze veel toernooien waarna ze in 2010 werd ze opgenomen in het team van de Curtis Cup. In 2012 speelde ze weer in de Curtis Cup, die op de Nairn Gold Club voor de eerste keer in zestien jaar door haar team werd gewonnen. 

In 2010 speelde ze ook het Ladies British Open, waar ze als beste Engelse speelster eindigde.

### Gewonnen
- 2009: English Girls, French Amateur, British college Open, Faldo Series in Brazilië

### Teams
- Curtis Cup: 2010, 2012 (winnaars)
- Vagliano Trophy: 2011 (Royal Porth Cawl)
- Astor Trophy: 2011 (winnaars)
- World Cup: 2010 (in Argentinië)

## Professional
Clyburn werd eind oktober 2012 professional, waarna ze enkele toernooien op de LETAS speelde en een toernooi in Valencia won. Op de Tourschool eindigde ze op de 25ste plaats en kreeg ze haar spelerskaart voor de Ladies Tour van 2013.

In 2013 won ze het Dutch Ladies Open, wat haar vierde toernooi was sinds ze op de Ladies Tour speelde. Enkele weken later kreeg ze last van een heupblessure, maar na intensieve behandeling kon ze eind juli weer spelen. 

### Gewonnen
LETAS
- 2012: Banesto Tour Valencia

Ladies Tour
- 2013: Dutch Ladies Open